# Prinsenwijk (Oldeberkoop)
De Prinsenwijk (Stellingwerfs en officieel: Preenzewiek, Fries: Prinsewyk) is een kanaal in de gemeente Ooststellingwerf in de Nederlandse provincie Friesland.
De één kilometer lange Prinsenwijk begint bij de kleine haven en de voormalige veevoerderfabriek in het dorp Oldeberkoop. Het kanaal loopt in noordelijke richting langs de oostzijde van de provinciale weg 353 naar de Tjonger. 

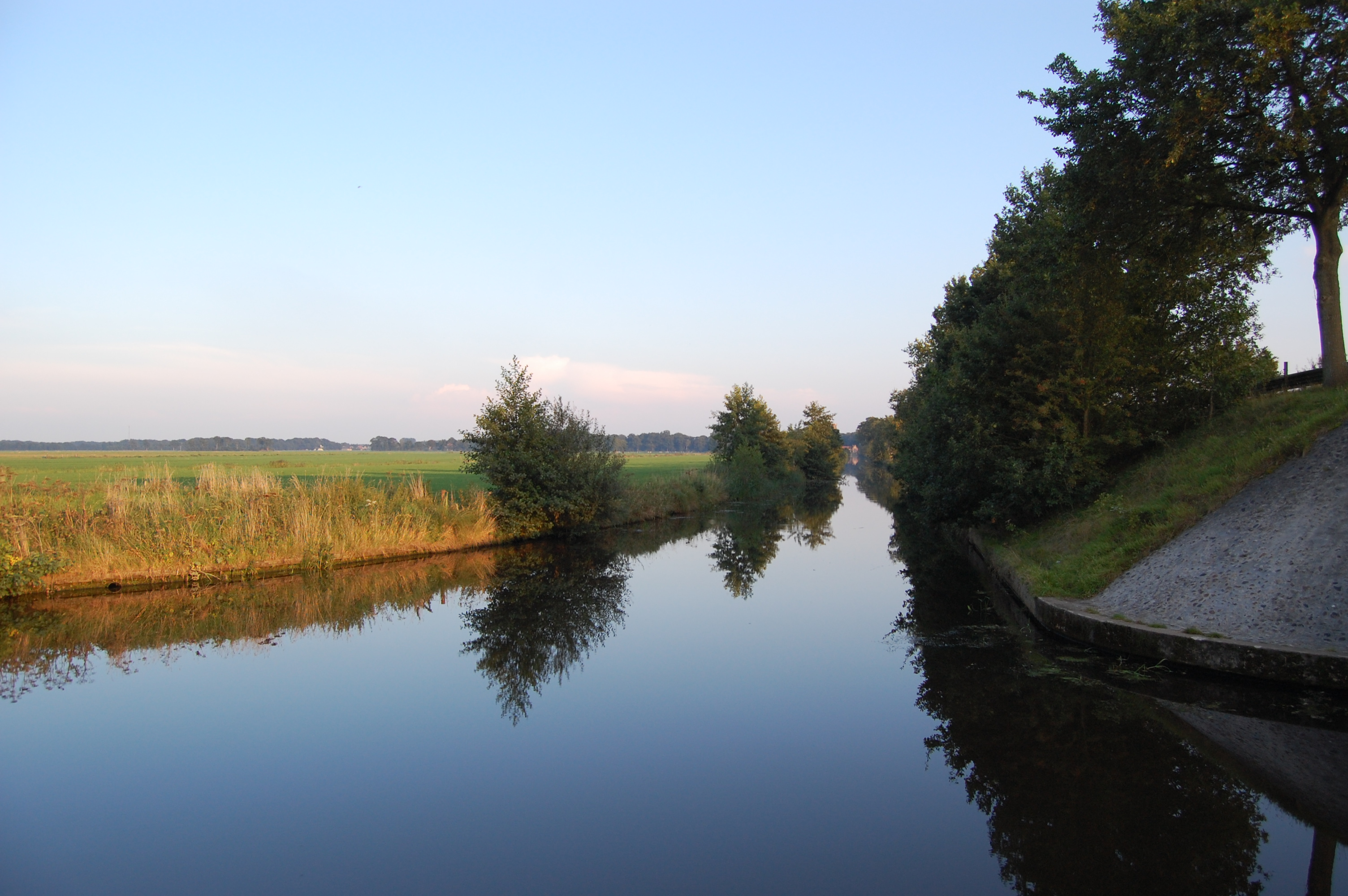
De Prinsenwijk bij de Tjonger in 2007